# Nysätra kyrka, Uppland
Nysätra kyrka är en kyrkobyggnad i Nysätra socken i Uppsala stift. Kyrkan är församlingskyrka i Lagunda församling och ligger i norra kanten av Örsundaåns dalgång.
På kyrkogården finns minnesstenar, bland annat över ägarna från Ryda kungsgård.
På en höjd nordost om kyrkogården står en klockstapel från 1700-talet. Stapeln är klädd med träpanel och har en spåntäckt huv. Strax söder om kyrkogården finns en kyrkskola från början av 1800-talet.

## Kyrkobyggnaden
Kyrkobyggnaden har en stomme av tegel och vilar på en sockel av gråsten. Till sin utformning är den en salkyrka bestående av långhus med rakt kor i öster. I nordost finns en vidbyggd sakristia och i sydväst ett vidbyggt vapenhus. Exteriören är oputsad och kännetecknas av rik blinderingsdekor från 1400-talet.

### Tillkomst och ombyggnader
Föregående kyrka hade okänd utformning och var möjligen byggd av trä. Nuvarande kyrkas äldsta delar är långhuset och sakristian som troligen uppfördes vid början av 1400-talet. Under senare delen av 1400-talet försågs kyrkorummets innertak med tegelvalv och troligen tillkom då nuvarande vapenhus. Vid början av 1800-talet genomfördes ett antal ombyggnader, då bland annat södra muren byggdes på eftersom kyrkan hade börjat luta åt söder. För att få tag på tegel till ombyggnadsarbetena revs sakristians ribbvalv. Rester av valvribborna syns ännu i sakristians fyra hörn. 
Vapenhusets tak sänktes 1805 till sin nuvarande höjd från att tidigare ha nått upp till långhusets halva takhöjd. Tio år senare höggs nya fönster upp i norra väggen, medan övriga fönster förstorades. 1916 lades ett nytt skiffertak som ersatte ett tidigare spåntak. Två år senare vitkalkades kyrkorummet. En omfattande restaurering genomfördes åren 1938-1939 under ledning av arkitekt Ärland Noreen. Kyrkan försågs med värmeledning och bänkarna byggdes om. Ett nytt målat korfönster med färgerna blått, grönt och brunt tillverkades av glasmästarfirman N.P. Ringström i Stockholm efter ritningar av Harald Lindberg. Fönstrets motiv är "Kristenhetens träd" och symboliserar kristenhetens framväxande. I samband med en ärkebiskopsvisitation i oktober 1949 invigdes ett dopaltare.

## Inventarier
- I kyrkan finns två altaren. Vid östra korväggen finns huvudaltaret och vid södra korväggen finns ett dopaltare från 1949.
- På huvudaltaret står ett altarskåp signerat Harald Lindberg 1938. I skåpet finns nio skulpturer föreställande apostlar och helgon. Skulpturerna har tillhört ett altarskåp från slutet av 1400-talet som numera är försvunnet. Nuvarande altarskåp har målningar på skåpdörrar och underdel (predella) utförda av Harald Lindberg. Målningarnas motiv är sådd och skörd.
- Framför dopaltaret står en smäcker dopfunt av huggen granit. Funten är svår att åldersbestämma, men tillverkades troligen vid början av 1500-talet. Tillhörande dopfat av mässing är modernt.
- På södra väggen ovanför dopaltaret hänger ett illa medfaret triumfkrucifix som är tillverkat vid mitten av 1300-talet.
- Vid ingången till sakristian står en skulptur från slutet av 1400-talet föreställande Maria med barnet.
- I koret finns en liten brudbänk i renässansstil som är från slutet av 1500-talet eller början av 1600-talet.
- Predikstolen är tillverkad år 1700.
- Nattvardskärl med paten är från 1300-talet.
- På kyrkorummets norra och södra sidor hänger 17 passionstavlor från 1700-talet som skildrar Jesu lidande.
- Av klockstapelns klockor göts nuvarande storklocka 1856 av F.M. Bergholtz i Stockholm. Tidigare storklocka göts 1740 av Gerhard Meyer d.y. i Stockholm. Lillklockan göts 1744 av Isaac Rockman i Sala och göts om 1859 av Joh. A. Beckman i Stockholm.

### Orgel
Orgeln är byggd 1839 av Per Olof Gullbergsson från Lillkyrka. En stor del av piporna är hämtade från en äldre orgel som troligen är från 1700-talet.

#### Diskografi
- Gamla svenska orglar / Engsö, Rune ; Fagius, Hans ; Jacobson, Lena, orgel. 3CD. BIS-123. 1996.

### Webbkällor
- Upplandia.se - En site om Uppland